# Arthur Symons
Arthur Symons (Milford Haven, 28 febbraio 1865 – Wittersham, 22 gennaio 1945) è stato un poeta e critico letterario britannico.

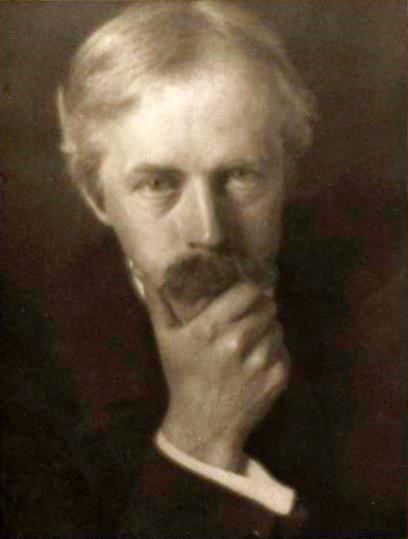
Arthur Symons

Dedicò gran parte della sua vita allo studio del simbolismo francese.

## Opere principali

### Saggi
- Studi su due letterature (1897)
- Il movimento simbolista in letteratura (1899)

### Opere poetiche
- Giorni e notti (1889)
- Notti londinesi (1895)